# Scintilla pisum
Scintilla pisum is een tweekleppigensoort uit de familie van de Galeommatidae. De wetenschappelijke naam van de soort is voor het eerst geldig gepubliceerd in 1862 door G.B. Sowerby II.